# Polska Młodzież Esperancka

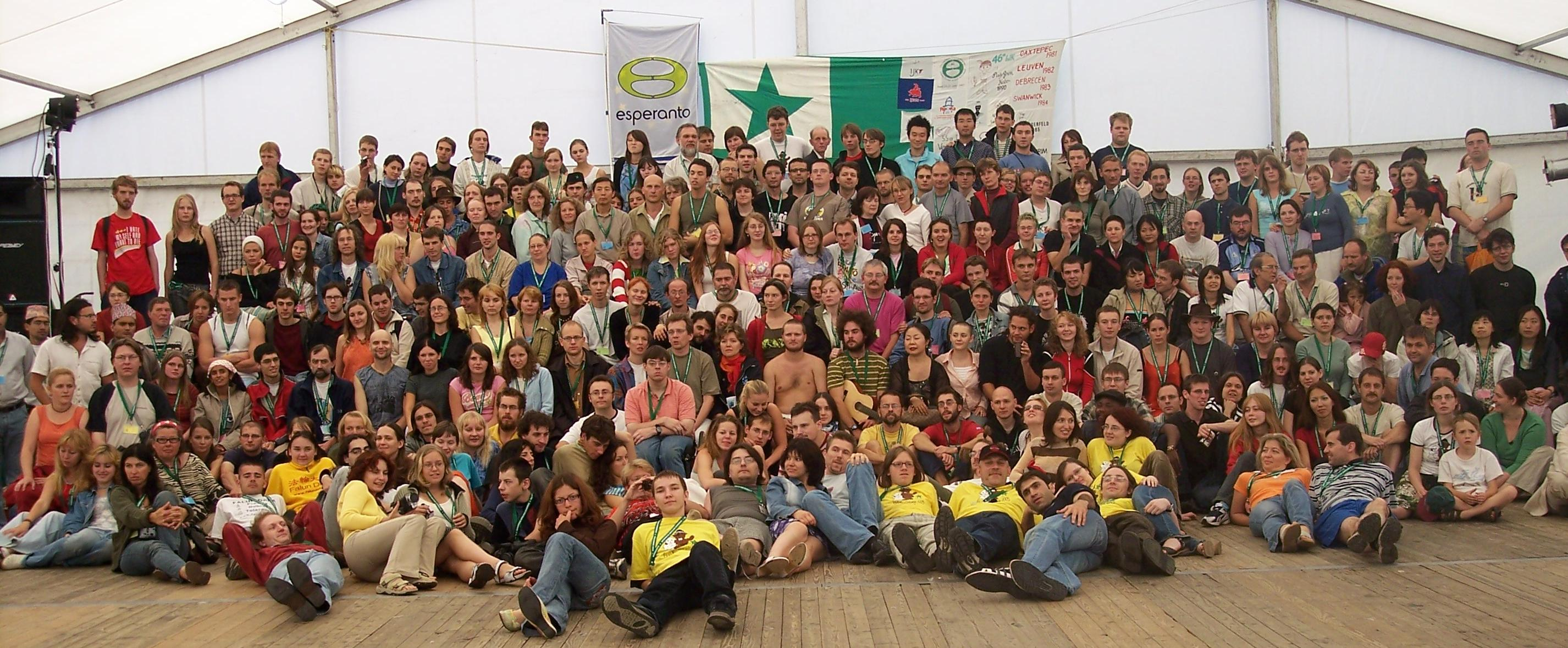
Międzynarodowy Kongres Młodzieży zorganizowany przez PEJ w Zakopanem, 2005

Polska Młodzież Esperancka (PME, esp. Pola Esperanto-Junularo, PEJ) – polska organizacja zrzeszająca młodych esperantystów. Jest młodzieżową sekcją Polskiego Związku Esperantystów
oraz sekcją krajową Światowej Esperanckiej Organizacji Młodzieżowej (TEJO).
PEJ został założony 21 września 1958, podczas 15. Ogólnopolskiego Kongresu Esperantystów w Krakowie. Rok później Światowa Esperancka Organizacja Młodzieżowa zaakceptowała go jako swoją sekcję krajową  (esp. Landa Sekcio). W swojej obecnej formie działa od roku 2004.

## Cele
Najważniejszymi celami Polskiej Młodzieży Esperanckiej są:
- nauczanie i rozpowszechnianie języka esperanto wśród polskiej młodzieży,
- pracę na rzecz porozumienia i koordynacji działań grup młodzieży i indywidualnych młodych esperantystów w Polsce,
- reprezentowanie opinii i potrzeb polskiej młodzieży esperanckiej na forum organizacji esperanckich krajowych i zagranicznych,
- organizowanie spotkań, seminariów i imprez młodzieżowych popularyzujących esperanto, szkoleniowych i integracyjnych.

## Działalność
Od momentu odnowienia organizacji w 2004 roku organizowała ona różne spotkania. Jednymi z największych przedsięwzięć był 61. Międzynarodowy Kongres Młodzieży (esp. Internacia Junulara Kongreso) w Zakopanem (2005), wspólnie z warszawskim klubem Varsovia Vento (pol. Warszawski wiatr) oraz 65. Międzynarodowy Kongres Młodzieży w Libercu, we współpracy z Czeską i Niemiecką Młodzieżą Esperancką.
W ramach współpracy z klubem Varsovia Vento PME organizowała też coroczne imprezy w Polsce: w latach 2005-2007 spotkanie pod nazwą HELA, które odbywało się w Helu na początku maja, a aż do przełomu lat 2008/2009 – Tydzień Działań (esp. Ago-Semajno, AS), tygodniowe wydarzenie obejmujące sylwester. Ostatni Tydzień Działań (2008/2009) odbył się w Liptowskim Mikułaszu na Słowacji z pomocą Słowackiej Młodzieży Esperanckiej.
Efektem kolejnej współpracy, tym razem z Niemiecką Młodzieżą Esperancką, jest coroczny Europejski Tydzień Młodzieży (esp. Junulara E-Semajno) – następca Tygodnia Działań i niemieckiego Międzynarodowego Seminarium (esp. Internacia Seminario). Wydarzenie to odbywa się naprzemiennie w Polsce i w Niemczech na przełomie grudnia i stycznia.
W roku akademickim 2013/14 Polska Młodzież Esperancka i Zrzeszenie Studentów Polskich Uniwersytetu Warszawskiego zrealizowały projekt Uniwersytet Esperanto, który zakładał zorganizowanie piętnastu 90-minutowych spotkań prezentujących ideę języka esperanto i pokrewne tematy. Zajęcia były wolne i adresowane do studentów oraz wykładowców Uniwersytetu Warszawskiego, a także wszystkich innych zainteresowanych.